# No hace falta quererte
No hace falta quererte fue una telenovela argentina producida y dirigida por Martha Reguera para Canal 9 emitida en el año 1975.
Fue protagonizada por Gabriela Gili y Rodolfo Bebán. Contó con las actuaciones estelares de Guillermo Murray, Stella Maris Lanzani y el primer actor Guido Gorgatti.

## Guion
La telenovela fue escrito por Abel Santa Cruz, conocido por crear historias como Nuestra galleguita (1969), Papá corazón (1973), Andrea Celeste (1979), Llena de amor (1980), Señorita maestra (1983), Mi segunda madre (1989) y más.

## Elenco
- Gabriela Gili - Rosalía Yankelevich
- Rodolfo Bebán - Leonardo
- Guillermo Murray - Germán
- Guido Gorgatti - Belisario
- Claudia Ricci - Norita
- Stella Maris Lanzani - Elvira Yankelevich
- Patricia Castell - Dora
- Rolando Chávez - Teodoro Luján
- Nora Massi - María Elena
- Eduardo Rudy - Alfredo
- Jorge Morales - Gregorio
- Cristina Fernández - Patricia
- María Danelli - Julia
- Paquita Muñoz - Teresa
- Jorge Larrea - Hortensio Gaona
- Amparito Castro - Lucía
- Andrea Yasky - Ernestina
- Zulema Speranza - Natalia
- Héctor Miranda - Diego
- Alejandra Chávez - Mercedes
- Amalia Bernabé - Angélica
- Ginzo - Portero

## Equipo de producción
- Historia original: Abel Santa Cruz
- Producción y dirección: Martha Reguera